# Друга влада Стојана Протића
Друга влада Стојана Протића је била влада Краљевства Срба, Хрвата и Словенаца која је владала од 19. фебруара 1920. до 17. маја 1920. године.

## Чланови владе
| Функција                                                                                          | Слика | Име и презиме        | Детаљи          | Странка |
| ------------------------------------------------------------------------------------------------- | ----- | -------------------- | --------------- | ------- |
| Председник Министарског савета и министар припреме за Уставотворну скупштину и изједначење закона |       | Стојан М. Протић     |                 |         |
| Министар иностраних дела                                                                          |       | Анте Трумбић         |                 |         |
| Министар војске и морнарице                                                                       |       | Бранко Јовановић     |                 |         |
| Министар унутрашњих дела                                                                          |       | Марко Н. Трифковић   |                 |         |
| Министар правде                                                                                   |       | Момчило Нинчић       |                 |         |
| Министар правде                                                                                   |       | Душан Пелеш          | од 1.4.1920.    |         |
| Министар просвете                                                                                 |       | Милош Трифуновић     |                 |         |
| Министар финансија                                                                                |       | Велизар С. Јанковић  |                 |         |
| Министар грађевина                                                                                |       | Јован П. Јовановић   |                 |         |
| Министар трговине и индустрије                                                                    |       | Стојан Д. Рибарац    | до 31. 3. 1920. |         |
| Министар трговине и индустрије                                                                    |       | Момчило Нинчић       | од 31. 3. 1920. |         |
| Министар пољопривреде и вода                                                                      |       | Иван Рошкар          |                 |         |
| Министар пошта и телеграфа                                                                        |       | Мате Дринковић       |                 |         |
| Министар шума и руда                                                                              |       | Иван Ковачевић       |                 |         |
| Министар социјалне политике                                                                       |       | Ђуро Шурмин          |                 |         |
| Министар народног здравља                                                                         |       | Славко С. Милетић    |                 |         |
| Министар вера                                                                                     |       | Фране Јанковић       |                 |         |
| Министар аграрне реформе                                                                          |       | Иван Крниц           |                 |         |
| Министар исхране и обнове земље                                                                   |       | Александар Станишић  |                 |         |
| Министар саобраћаја                                                                               |       | Антон Корошец        |                 |         |
| Министар без портфеља                                                                             |       | Мирослав Спалајковић |                 |         |